# Sdružení obcí Kokořínska
Sdružení obcí Kokořínska je dobrovolný svazek obcí podle zákona v okrese Mělník, jeho sídlem je Řepín a jeho cílem je celkový rozvoj mikroregionu a cestovního ruchu. K roku 2022 sdružuje celkem 15 obcí, z nichž některé jsou mimo CHKO Kokořínsko.

## Obce sdružené v mikroregionu
1. Hostín
2. Chorušice
3. Kadlín
4. Kanina
5. Kokořín
6. Lhotka
7. Liblice
8. Lobeč
9. Mělnické Vtelno
10. Nebužely
11. Nosálov
12. Řepín
13. Stránka
14. Střemy
15. Vysoká

V minulosti byly členy svazku obce Malý Újezd, Mšeno, Velký Borek, Svémyslice, Podolanka.

## Úspěchy
Sdružení zajistilo dopravní obslužnost svými mikrobusy na LPG, postavilo novou rozhlednu na Vrátenské hoře.